# Saint Dominic's Preview
《Saint Dominic's Preview》는 북아일랜드의 싱어송라이터 밴 모리슨의 여섯 번째 스튜디오 음반이다. 1972년 7월 워너 브라더스 레코드에 의해 발매되었다. 《롤링 스톤》은 이 음반을 "지금까지 발매된 밴 모리슨 음반 중 가장 잘 제작되고 야심찬 음반"이라고 선언했다."
음반의 소재의 다양성은 모리슨이 켈트 포크, R&B, 블루스, 재즈, 싱어송라이터 장르를 융합한 것을 강조하였다. 〈Jackie Wilson Said (I'm in Heaven When You Smile)〉와 타이틀곡은 영혼과 민중의 혼합이었고, 〈Gypsy〉, 〈Redwood Tree〉 등 덜 알려진 트랙들은 자연의 아름다움을 서정적으로 축하하는 모습을 이어갔다. 또한 이 음반에는 두 개의 긴 트랙인 〈Listen to the Lion〉과 마지막 〈Almost Independence Day〉가 수록되어 있는데, 모리슨의 원초적이고 카타르시적이며 강렬한 보컬 퍼포먼스를 선사했다. 이 곡들은 그의 1968년 음반인 《Astral Weeks》의 곡들과 비슷했다.
이 음반은 발매 당시 빌보드 200에서 15위에 올랐다. 이 음반은 2008년 《Keep It Simple》이 10위를 차지하기 전까지 빌보드 200에서 모리슨의 가장 높은 차트 음반으로 남을 것이다.

## 녹음
《Saint Dominic's Preview》의 녹음 세션은 1971년 3/4분기부터 1972년 2/4분기까지 샌프란시스코의 퍼시픽 하이와 월리 하이더 스튜디오에서 진행되었다. 1971년 여름 샌프란시스코의 컬럼비아 스튜디오에서 열린 《Tupelo Honey》 세션에서 〈Listen to the Lion〉이 남았다. 모리슨은 이 음반을 테드 템플먼과 공동 프로듀싱했고, 이 음반에서 연주한 음악가들 중 일부는 새로 영입되었다. 녹음 당시 모리슨의 밴드는 지속적으로 변화하고 있었고, 멤버들은 때때로 세션 사이에 자리를 비우거나 교체되거나 해고되기도 했다.
〈Listen to the Lion〉은 《Tupelo Honey》에 수록될 예정이었으나 세션 중 녹음된 마지막 트랙인 〈You're My Woman〉으로 대체되었다. 녹음된 테이크는 두 가지였는데, 게리 말라버가 첫 번째에서 드럼을 연주했고 두 번째에서 코니 케이가 연주했다. 말라버는 두 번째 테이크에 비브라폰을 대신 기고했다. "나는 한 번 했고 코니는 다른 한 번 했습니다. 그들은 제가 라이브로 연주한 라이브 느낌을 가진 것을 사용했습니다." 녹음에 참여한 다른 음악가들은 피아니스트 마크 조던, 기타리스트 로니 몬트로즈, 베이시스트 빌 처치였다. 모리슨과 "부츠" 휴스턴은 백 보컬 오버더빙을 제공했다.
1971년 가을 퍼시픽 하이 스튜디오에서 첫 번째 세션에서 〈Almost Independence Day〉가 녹음되었다.  모리슨은 최근 9월 5일 라디오로 방송되는 소수의 청중 앞에서 콘서트를 녹화하기 위해 스튜디오를 이용했다. 이 음반에는 기타리스트 론 엘리엇, 더블 베이시스트 리로이 비네거, 버니 크라우제가 참여한 유일한 곡이다. 이 곡에서 피아노와 모그 신시사이저를 연주하는 마크 나프탈린은 모리슨의 밴드가 되었고 이후 녹음 세션에서 연주를 했다. 크라우제의 하이 신시사이저 부분은 이후 오버더빙되었다.

## 평가
| 전문가 평가                   | 전문가 평가 |
| 평가 점수                     | 평가 점수   |
| 출처                          | 점수        |
| ----------------------------- | ----------- |
| Allmusic                      | [ 13 ]      |
| Christgau's Record Guide      | A–          |
| The Irish Times               | (not rated) |
| Rolling Stone                 | [ 16 ]      |
| Encyclopedia of Popular Music | [ 17 ]      |

이 음반은 빌보드 200에서 15위에 올랐다. 이것은 2008년의 《Keep It Simple》이 《빌보드》 차트에서 10위를 차지하기 전까지 모리슨의 미국 차트 사상 최고 기록으로 남을 것이다.
에릭 헤이지는 "밴 모리슨 규범에서 가장 강력한 음반 중 하나인데, 그 이유는 이 음반이 여전히 새로운 창문을 열어주면서 그 이전에 있었던 풍부한 진화의 시기에 대한 모든 교훈과 발견을 각색하고 통합한 것 같기 때문이다"라고 썼다. 마일스 파머는 《타임스》에 "누적된 영향은 파괴적이다.
《롤링 스톤》에서 스티븐 홀든은 "같은 음반에 있는 두 스타일의 공존은 매우 신선한 것으로 드러났습니다. 그들은 밴의 음악적 상상력의 놀라운 다재다능함을 강조함으로써 서로를 보완합니다."라고 썼다. 그는 또한 이 음반이 "지금까지 발매된 밴 모리슨 음반 중 가장 잘 제작되고 야심찬 음반"이라고 말했다.
로버트 크리스트가우는 "요점은 이 음반의 곡들이 때때로 목소리보다 적게 말하는 것만큼 고르지 못한 단어들이라는 것입니다."라고 A등급 리뷰를 마친다.
4.5의 평점을 받은 올뮤직 리뷰는 이 음반이 "가수의 최근 작품의 이질적인 실타래들을 하나의 스털링 패키지로 모으는 흥미롭고 다양한 컬렉션인 곡들의 힘에 함께 매달려 있다"고 평했다.

## 포장재
이 음반은 원래 제목이 《Green》이었으나 모리슨이 〈Saint Dominic's Preview〉를 작곡하고 타이틀곡으로 사용하면서 변경되었다. 1972년 6월 모리슨의 프로필에 따르면 이 노래는 북아일랜드의 평화를 위한 미사가 열린 세인트 도미니크 교회의 모임에 대한 꿈에서 발전했다고 한다. 《롤링 스톤》은 모리슨이 네바다주에 있는 동안 신문 기사에서 다음날 샌프란시스코에 있는 세인트 도미니크 교회에서 평화를 위한 미사가 열린다는 기사를 읽었다고 말했다.

## 곡 목록
모든 곡들은 밴 모리슨에 의해 작사/작곡하였다.
| #  | 제목                                                  | 재생 시간 |
| -- | ----------------------------------------------------- | --------- |
| 1. | 〈Jackie Wilson Said (I'm in Heaven When You Smile)〉 | 2:57      |
| 2. | 〈Gypsy〉                                             | 4:36      |
| 3. | 〈I Will Be There〉                                   | 3:01      |
| 4. | 〈Listen to the Lion〉                                | 11:07     |

| #  | 제목                        | 재생 시간 |
| -- | --------------------------- | --------- |
| 1. | 〈Saint Dominic's Preview〉 | 6:23      |
| 2. | 〈Redwood Tree〉            | 3:03      |
| 3. | 〈Almost Independence Day〉 | 10:05     |